# چرمکاری

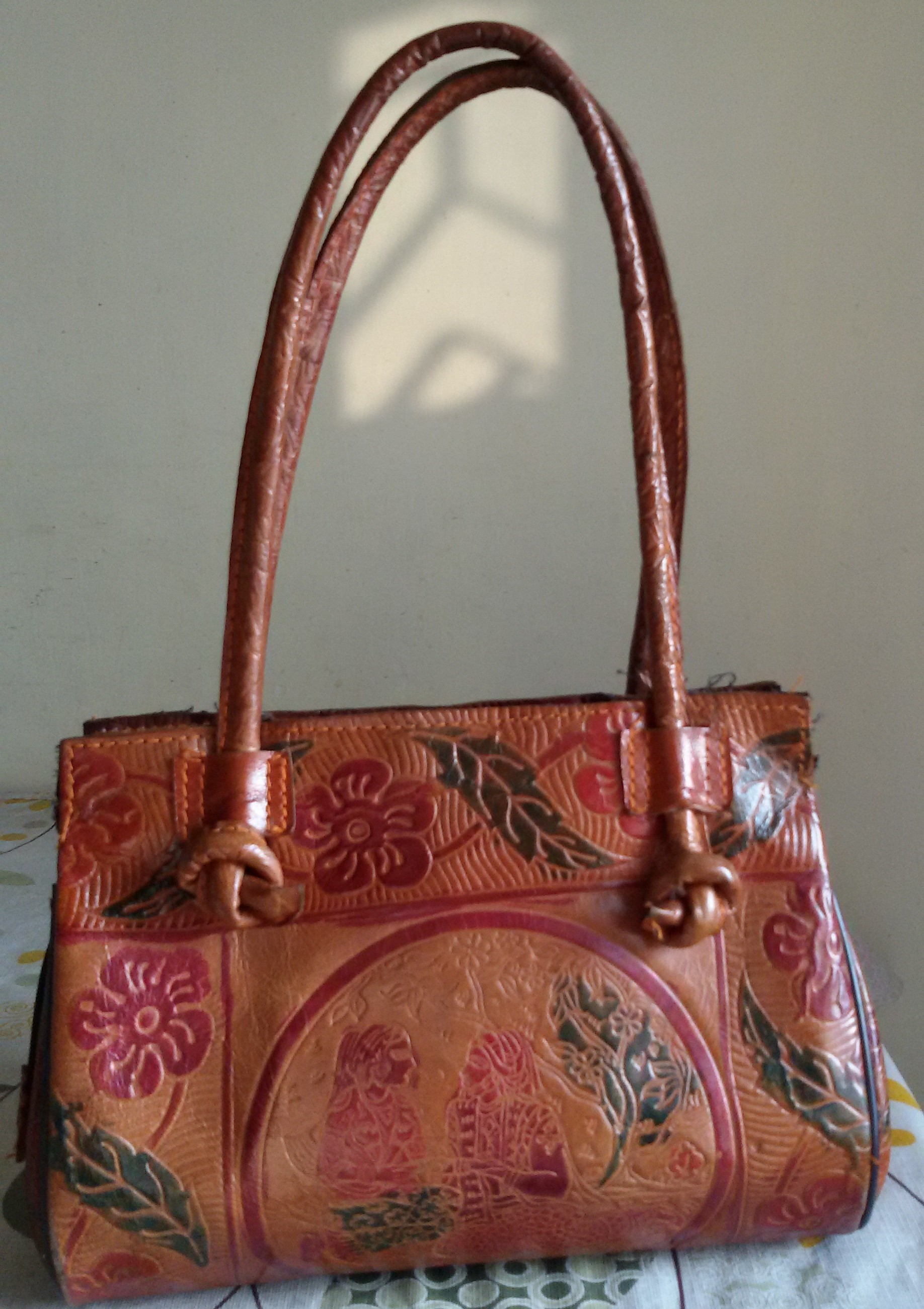
نمونه‌ای از چرمکاری

چرمکاری (انگلیسی: Leather crafting) یا صنایع دستی چرمی، به کار ساخت محصولات چرمی برای صنایع دستی یا آثار هنری اطلاق می‌شود، که مراحل مختلف آن، با استفاده از تکنیک‌های شکل دهی، تکنیک‌های رنگ آمیزی یا هر دو روش انجام می‌گیرد.